# Доріан Макменемі
Доріан Макменемі (18 жовтня 1996) — домініканська плавчиня.
Учасниця Олімпійських Ігор 2012, 2016 років.